# Galeria Sztuki Polskiej XIX wieku w Sukiennicach

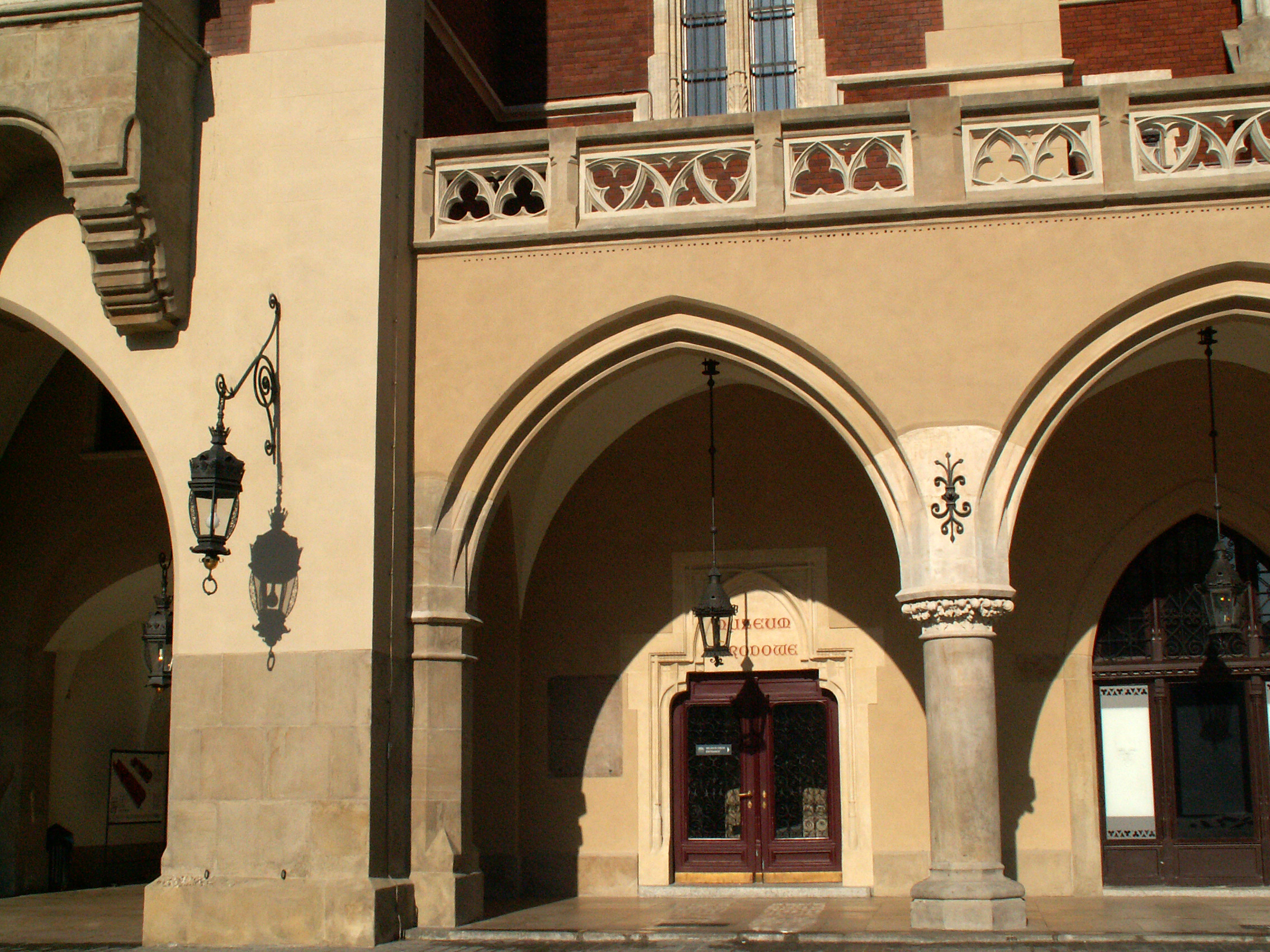
Wejście do Muzeum

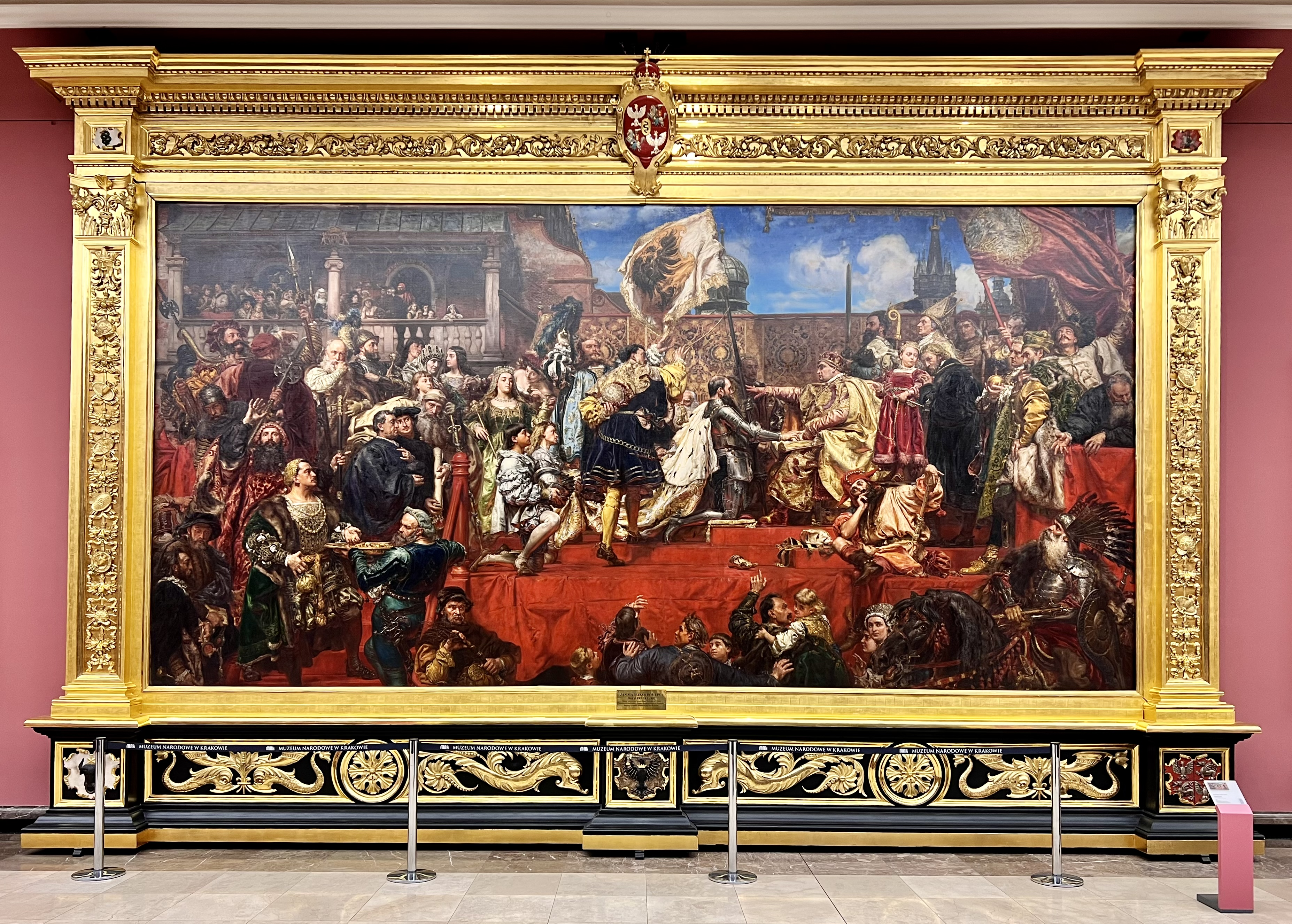
Jan Matejko – Hołd pruski, 1882

Galeria Sztuki Polskiej XIX wieku w Sukiennicach – oddział Muzeum Narodowego w Krakowie. Galeria, mieszcząca się na pierwszym piętrze Sukiennic (pod adresem Rynek Główny 1/3), jest najstarszym oddziałem Muzeum Narodowego. Jej istnienie zapoczątkował Henryk Siemiradzki, który ofiarował mu swój słynny obraz Pochodnie Nerona. Pierwszą stałą wystawę otwarto w Sukiennicach w roku 1884.

## Ekspozycja
Galeria jest największą w Polsce stałą ekspozycją dziewiętnastowiecznego polskiego malarstwa i rzeźby. Dzieła wystawione są w czterech salach: Oświecenie (sala Bacciarellego), Romantyzm. W stronę sztuki narodowej (sala Piotra Michałowskiego), Wokół Akademii (sala Siemiradzkiego, dawna Hołdu pruskiego) i Realizm, polski Impresjonizm, początki Symbolizmu  (sala Chełmońskiego, dawna Czwórki).
W Sali Oświecenia prezentowane są sceny historyczne i rodzajowe oraz portrety powstałe w drugiej połowie wieku XVIII, ilustrujące trendy klasycystyczne i preromantyczne w sztuce polskiej. Można tu zobaczyć prace artystów obcych: Marcelego Bacciarellego, Per Kraffta Starszego, Józefa Grassiego, twórców sprowadzonych do kraju przez króla Polski, Stanisława Augusta Poniatowskiego i magnatów, można zobaczyć także dzieła malarzy polskich: Aleksandra Orłowskiego, Kazimierza Wojniakowskiego i Franciszka Smuglewicza.
Sala Piotra Michałowskiego, najwybitniejszego polskiego malarza romantycznego, prezentuje serię poświęconą szarży pod Somosierrą, portrety Żydów, chłopów i dzieci; jest to największa w Polsce kolekcja tego artysty. Znajduje się tutaj także Portret generała Dembińskiego – Henryka Rodakowskiego oraz obrazy portretujące historię powstańczą i losy Polaków zesłanych na Syberię: Pożegnanie i Powitanie – Artura Grottgera, Śmierć Ellenai, Wigilia na Syberii – Jacka Malczewskiego.
Sala Wokół Akademii (dawna Hołdu pruskiego), to malarstwo historyczne, sala ta prezentuje tak znane obrazy jak: Pochodnie Nerona – Henryka Siemiradzkiego, Kościuszko pod Racławicami, Iwan Groźny, Wernyhora – Jana Matejki, a także, tymczasowo, Rejtan.  Obraz Hołd Pruski obecnie powrócił z wystawy „Obok. Polska – Niemcy" w Berlinie na swoje stałe miejsce w Galerii Sztuki Polskiej XIX wieku w Sukiennicach.
W sali Chełmońskiego eksponowane jest malarstwo pejzażowe Jana Nepomucena Głowackiego, Stanisława Masłowskiego (Wschód księżyca), malarstwo rodzajowe – słynna Czwórka i Burza Józefa Chełmońskiego oraz prace Aleksandra Kotsisa. W sali tej prezentowane są też realistyczne kompozycje Aleksandra Gierymskiego (Trąbki i Wieczór nad Sekwaną), symboliczne płótna Józefa Chełmońskiego i Adama Chmielowskiego, jak i impresjonistyczne kompozycje Leona Wyczółkowskiego. Status artysty w XIX-wiecznym społeczeństwie ukazuje Introdukcja Jacka Malczewskiego i Szał Władysława Podkowińskiego.
Galeria Sztuki Polskiej XIX wieku w Sukiennicach eksponuje również rzeźby Jakuba Tatarkiewicza, Piusa Welońskiego, Antoniego Kurzawy czy Antoniego Madeyskiego.

## Projekt „Nowe Sukiennice”
Projekt „Nowe Sukiennice” polegał na gruntownym remoncie i modernizacji oddziału Muzeum Narodowego w Krakowie. Trwał on od 31 sierpnia 2006 roku do 3 września 2010 roku. Eksponaty były wówczas przeniesione na Zamek Królewski w Niepołomicach.

## Galeria

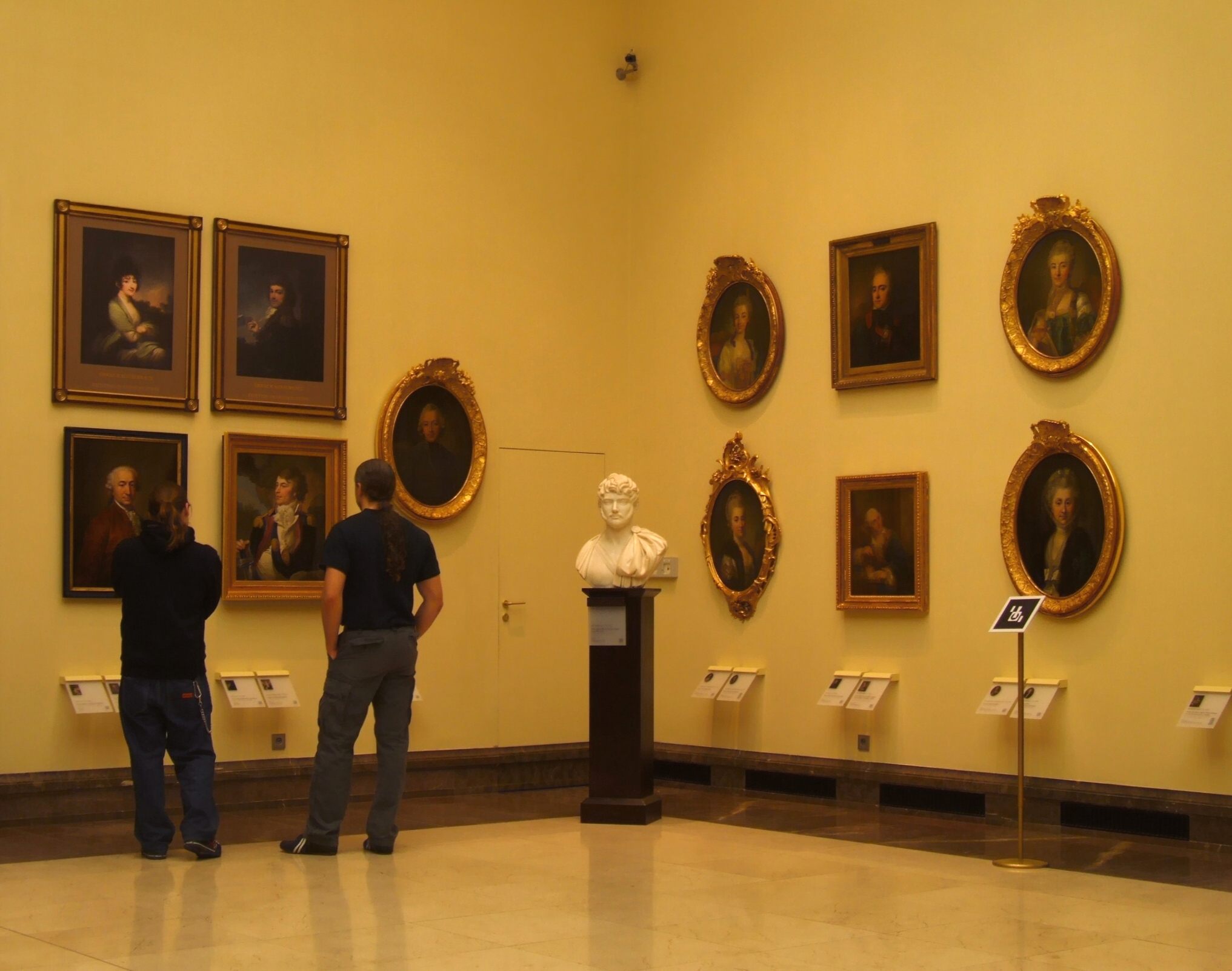
Sala Bacciarellego
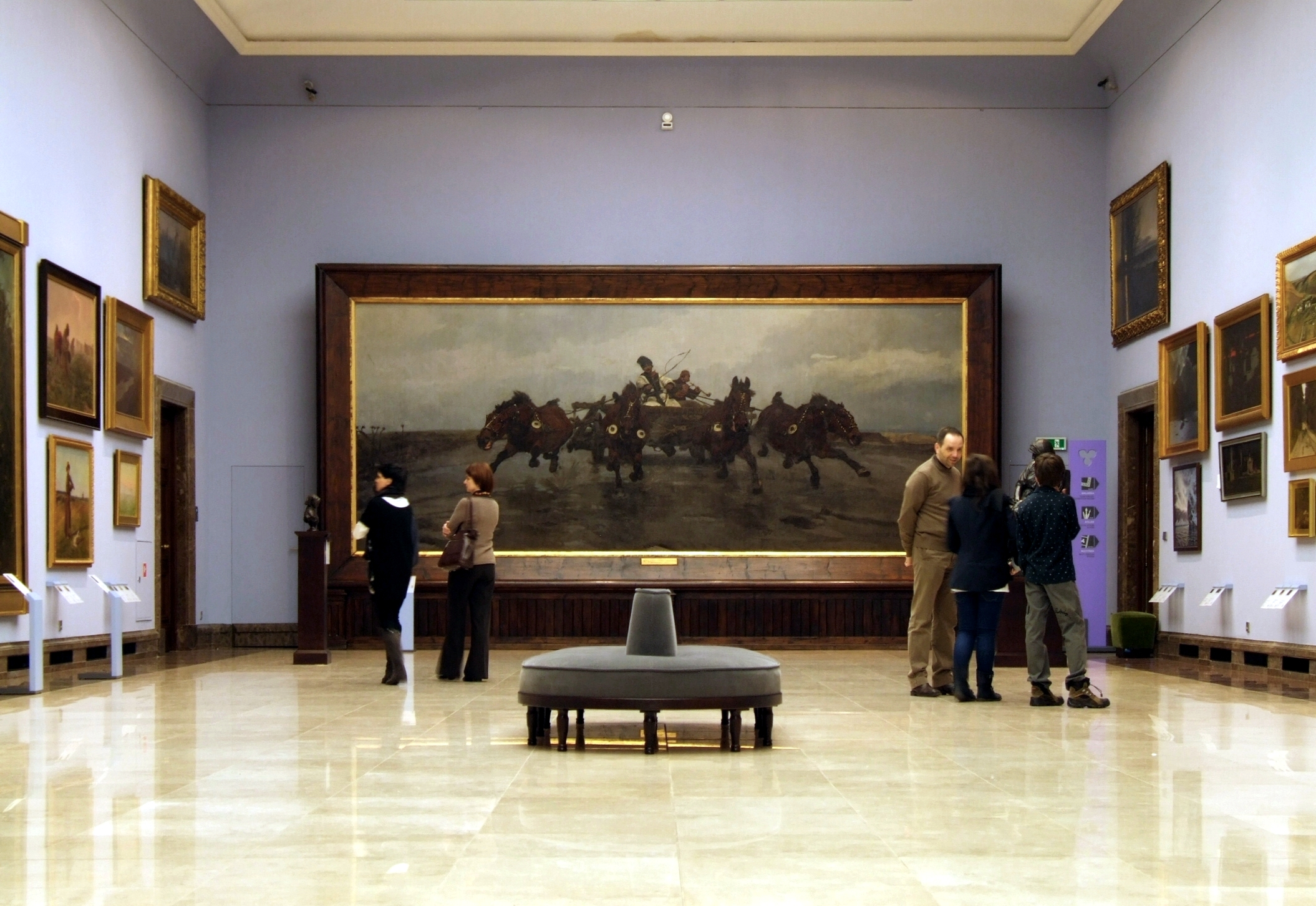
Sala Chełmońskiego z obrazem Czwórka, 1881
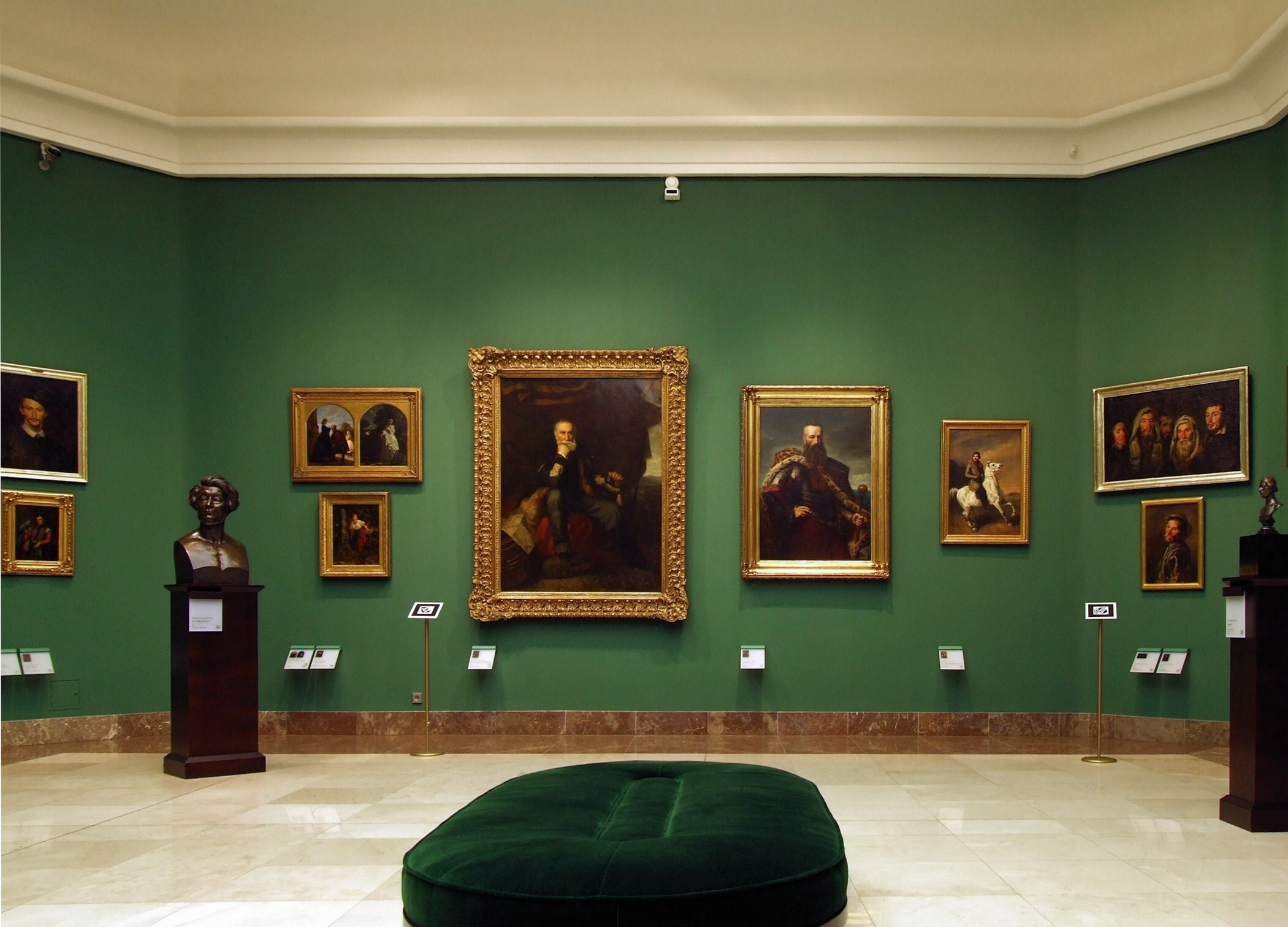
Sala Michałowskiego
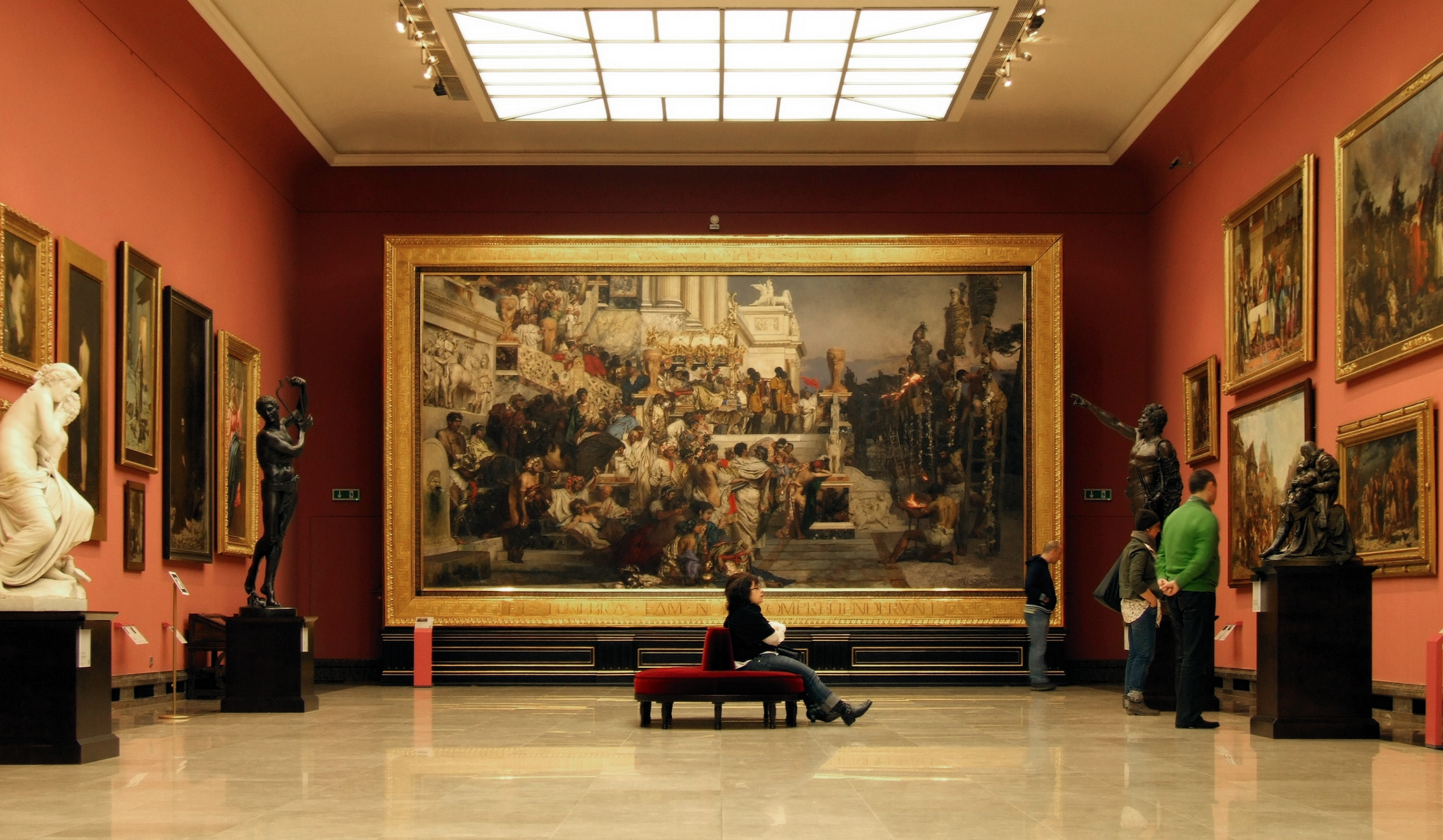
Sala Siemiradzkiego z obrazem Pochodnie Nerona (Świeczniki chrześcijaństwa), 1876